# Boca de Huérgano
Boca de Huérgano es un municipio y villa española de la provincia de León, en la comunidad autónoma de Castilla y León. El municipio está formado por los pueblos de Boca de Huérgano, Villafrea de la Reina, Los Espejos de la Reina, Barniedo de la Reina, Portilla de la Reina, Llánaves de la Reina en dirección a Santander, mientras por la carretera comarcal de Boca de Huérgano a Guardo (provincia de Palencia) se encuentran las localidades de Siero de la Reina, Valverde de la Sierra y Besande. Cuenta con una población de 426 habitantes (INE 2024).

## Geografía
Está situado a 105 kilómetros de León, capital de la provincia, en dirección noreste, en la cola del pantano de Riaño, a ocho kilómetros de este.
Situado a 1111 metros de altitud media sobre el nivel del mar es una de las dos puertas de entrada leonesas a los Picos de Europa, por el valle de Valdeón. También se encuentra en el Parque Regional Montaña de Riaño y Mampodre.
| Noroeste: Por Barniedo con Burón                          | Norte: Por Portilla con Posada de Valdeón    | Nordeste: Por Llánaves con Camaleño y Vega de Liébana       |
| Oeste: Por La Villa con Riaño                             |                                              | Este: Por Llánaves y Valverde con Velilla del Río Carrión   |
| Suroeste: Por Besande y La Villa con Prioro y Valderrueda | Sur: Por Besande con Velilla del Río Carrión | Sureste: Por Valverde y Basande con Velilla del Río Carrión |

Algunos de sus pueblos —Portilla de la Reina, Barniedo de la Reina, Los Espejos de la Reina, Villafrea de la Reina, Boca de Huérgano— forman parte del Camino de Santiago del Norte: Ruta Vadiniense, que algunos viajeros deciden emprender al llegar a la localidad cántabra de San Vicente de la Barquera.

## Demografía
Cuenta con una población de 426 habitantes (INE 2024), empadronados y repartidos entre los nueve pueblos, aunque los fines de semana y fechas estivales su población aumenta considerablemente.
| Gráfica de evolución demográfica de Boca de Huérgano entre 1842 y 2021 |
| |
| Población de derecho según los censos de población del INE. Población de hecho según los censos de población del INE. En 1857 crece el término del municipio porque incorpora a Portilla de la Reina. En 1996 se incorpora parte de Pedrosa del Rey. |

## Comunicaciones

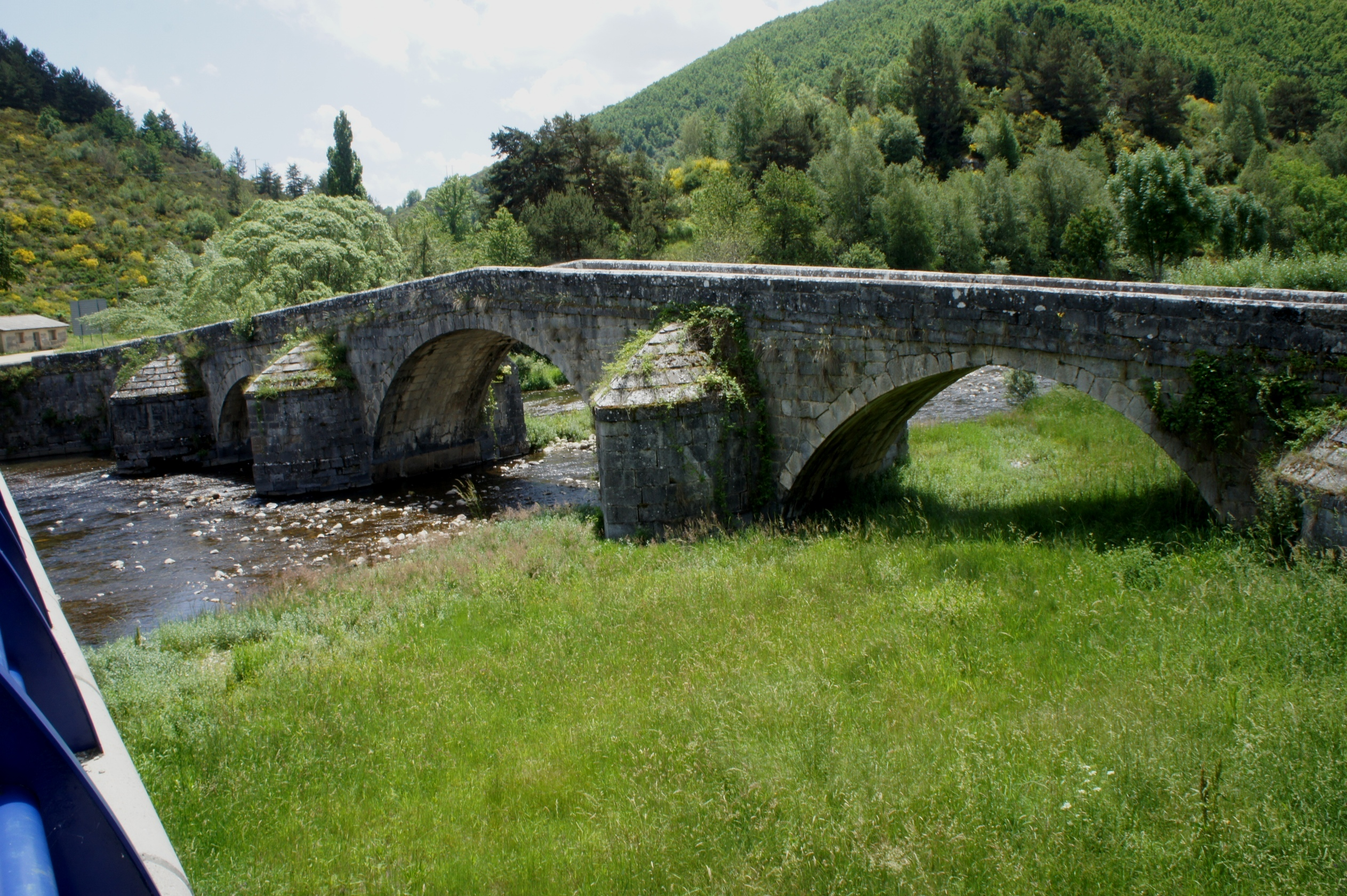
Puente de Boca de Huérgano

Boca de Húergano es cruce de la N-621, León-Santander y la LE-215, que comunica con Guardo. El aeropuerto más cercano es el de Aeropuerto de León, que se encuentra a 99 kilómetros de Boca de Huérgano.

## Administración local

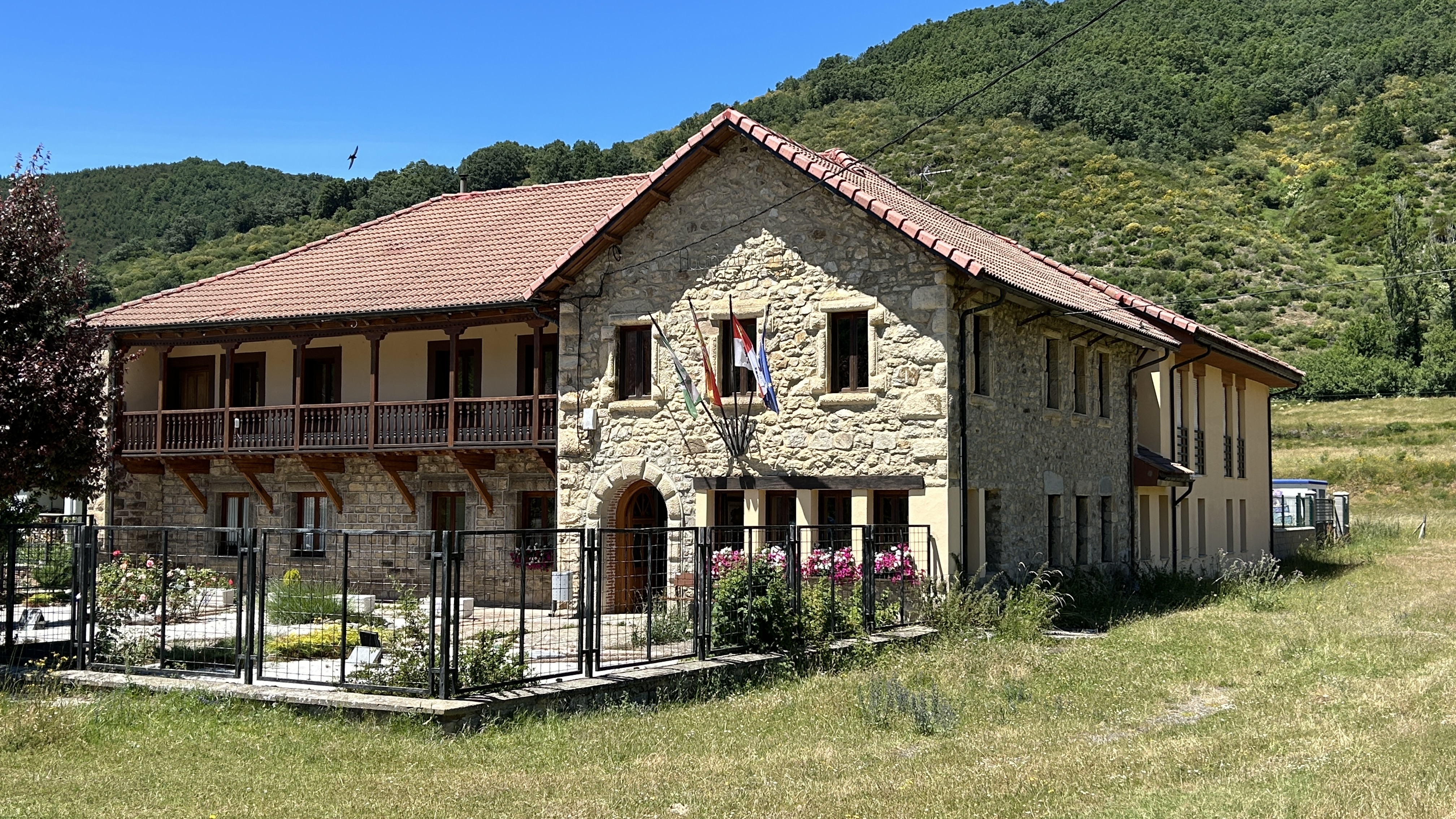
Ayuntamiento de Boca de Huérgano (León)

| Periodo   | Nombre                         | Partido |
| --------- | ------------------------------ | ------- |
| 1979-1983 | Secundino Canal Martínez       | UCD     |
| 1983-1987 | Ceferino Blanco Herrero        | PSOE    |
| 1987-1991 | Miguel Ángel González del Hoyo | PSOE    |
| 1991-1995 | Ángel Alonso Canal             | PP      |
| 1995-1999 | Ángel Alonso Canal             | PP      |
| 1999-2003 | Tomás de la Sierra González    | UPL     |
| 2003-2007 | Tomás de la Sierra González    | PP      |
| 2007-2011 | Tomás de la Sierra González    | PP      |
| 2011-2015 | Tomás de la Sierra González    | PP      |
| 2015-2019 | Tomás de la Sierra González    | PP      |
| 2019-2023 | Tomás de la Sierra González    | PP      |
| 2023-act. | Óscar Fernández del Cojo       | UPL     |

|  | 30.56 % |

|  | 23.73 % |

|  | 22.25 % |

|  | 21,06 % |

|  | 97,68 % |

|  | 2,31 % |

|  | 83,53 % |